# Piatã
Piatã is een gemeente in de Braziliaanse deelstaat Bahia. De gemeente telt 18.470 inwoners (schatting 2009).